# Club Comunicaciones (Buenos Aires)
El Club Comunicaciones es una institución deportiva del barrio de Agronomía, ciudad de Buenos Aires, Argentina, fundado el 15 de marzo de 1931. Actualmente se desempeña en la Primera B, tercera división del fútbol argentino para los clubes directamente afiliados a la AFA.

## Historia

### Inicios
El club fue fundado el 15 de marzo de 1931 por empleados de la Compañía de Correos y Telégrafos y de allí adoptó su apodo, Cartero. Inicialmente, la primera sede del Club se encontraba en el barrio de Núñez, precisamente donde en la actualidad se emplaza el CENARD. La institución tenía el nombre de Club Atlético Correos y Telégrafos, el cual fue modificado por Club Comunicaciones luego de una asamblea en el año 1952, aunque la modifcación entró en vigor en el año 1953, cuando el entonces presidente Juan Domingo Perón cedió los terrenos del Barrio Agronomía a los empleados del Correo para que utilizaran el lugar como un club social y deportivo. Los colores de la institución, amarillo y negro, fueron tomados por ser el distintivo de los colores internacionales del correo, que además era la vestimenta utilizada por los carteros en aquellos años.
El club es conocido por ser la sede de los Carnavales de Radio Mitre. Se reconoce con ese nombre a una fiesta organizada por la Radio en el Club y cuyo musicalizador fue Mochín Marafioti. En sus primeros años también fue conocido por formar parte de los 8 Grandes Bailes 8, carnavales organizados en Capital Federal con shows de artistas populares de la época como Sandro y Juan D’Arienzo, que reunían a una gran multitud de espectadores. Tal era la popularidad que el club tenía en esa época que marcó un récord: llegó a tener 60.000 socios.

### Comienzos en el fútbol y crecimiento
En 1960, Comunicaciones se afilió a la AFA y comenzó a participar en la Primera D, en ese momento llamada Tercera División. En 1964, tras una reestructuración, accedió a participar de Primera C. Tanto en la temporada de 1967 obtiene el ascenso a la Primera B, mientras que en la temporada de 1968 se consagra campeón y vuelve a obtener el derecho a participar de dicha categoría pero no asciende, ya que el estatuto del club le impedía a sus equipos participar de torneos profesionales. En la siguiente temporada, esta vez tras reformar sus estatutos, el club vuelve a ganar el torneo y logra el ascenso a Primera B. En la categoría se mantendría hasta 1977 cuando terminó último en el torneo y, junto a Deportivo Morón, Central Córdoba y Talleres (RE), descendió a Primera C.
Tras la reforma de 1985 en las categorías de ascenso se realizaron torneos cortos a inicios de 1986 para definir ascensos a las categorías superiores como consecuencia de la creación de la B Nacional. En la temporada de 1986, Comunicaciones finalizó segundo en la Zona B y accedió a la fase eliminatoria, en la cual resultó vencedor de su serie ganando uno de los 6 ascensos a la Primera B, ya como tercera división. En la temporada 1986-87 en una pobre campaña terminaría entre los 2 últimos en los promedios y descendería nuevamente a Primera C, que a esta altura ya era la cuarta categoría, donde jugaría hasta la temporada 1991/92 cuando asciende de nuevo a la Primera B Metropolitana, descendiendo nuevamente a la temporada siguiente.

### Crisis
Durante los últimos años del siglo XX el club sufrió una crisis económica producto del desfinanciamiento provocado por la privatización del Correo Oficial de la República Argentina dispuesta por el gobierno de Carlos Saúl Menem. Hasta ese momento el club se financiaba principalmente por los aportes que provenían de la obra social de los empleados postales.
Esta crisis se reflejó en el fútbol, donde desde 1993 hasta 1998 alternaría su permanencia entre la Primera C y la Primera D, hasta afirmarse en la Primera B Metropolitana.
En el año 2000 el club tuvo que enfrentar un Decreto de Quiebra. Con el antecedente de lo ocurrido con Racing Club la Justicia dictaminó que un órgano de Fideicomiso proceda a administrar la entidad deportiva.

### Actualidad
En 2005 ganó el Clausura de la temporada 2004-05 de Primera C y venció a Colegiales en la final logrando el ascenso a la Primera B, categoría en la que milita desde este momento.
Durante el año 2009 la Legislatura de la Ciudad Autónoma de Buenos Aires condonó la deuda por impuestos que el establecimiento mantenía con el Gobierno de la Ciudad.
En octubre del 2010 la Legislatura de la Ciudad de Buenos Aires aprobó pagar mediante una ley la deuda del club de $ 11 millones. En esta operación la institución cedió al Gobierno de la Ciudad un total de 6 hectáreas que serían licitadas para la construcción de un espacio cubierto para eventos múltiples. Finalmente, tal ley vue vetada por el Poder Ejecutivo a cargo del entonces Jefe de Gobierno, Mauricio Macri.
Sin embargo, esta oferta fue ampliamente superada por otra de la Mutual de Camioneros, que conduce Hugo Moyano. El juez falló a favor de entregarle a Moyano el club tras doce años de lucha de los socios por recuperarlo. A pesar de ello, la Cámara de Apelaciones en lo Comercial falló en 2012 contra Hugo Moyano en la disputa por el Club Comunicaciones. Los camaristas revocaron la sentencia que había entregado a la Mutual de Camioneros de Moyano un predio valuado en 167 millones de dólares por tan solo tres millones de dólares .
En el año 2017 se inauguró el paso bajo nivel Gustavo Cerati, sobre la Avenida Beiró, al cual Comunicaciones tuvo que ceder una hectárea de su predio. Producto de esa venta, actualmente se encuentra en condiciones de afrontar el pago de la deuda para institucionalizar el club. 
Tras el conflicto por el club en 2012, Comunicaciones comenzó una etapa de crecimiento institucional, caracterizado por el aumento de la masa societaria y la realización de obras. Entre ellas se destacan las canchas de fútbol y el buffet de la entrada sobre la Avenida San Martín, un nuevo gimnasio multipropósito techado, el microestadio "República de Agronomía" de futsal, dos gimnasios de boxeo, una cancha de Hockey sobre césped, dos canchas de fútbol de césped sintético y nuevos vestuarios de fútbol profesional. En el año 2019 se firmó un contrato con Sportclub, mediante el cual se construyen los baños nuevos, otro quincho techado y se remodeló completamente la plaza de juegos. En la actualidad, se proyecta la construcción de un nuevo gimnasio de musculación para el fútbol, la iluminación del Estadio Alfredo Ramos, nuevos gimnasios cerrados 
En la temporada 2016-17 de la Primera B, Comunicaciones finalizó 4° en el campeonato por lo que accedió al Torneo Reducido en competencia por el segundo ascenso a la Primera B Nacional. Tras eliminar por ventaja deportiva, a Barracas Central  luego de empatar 1 a 1 en cuartos de final, y a Estudiantes tras empatar en Caseros y vencer 2 a 1 de local en semifinales, el club accedió a las finales donde enfrentó a Deportivo Riestra. En el partido de ida, Comunicaciones venció de local 1 a 0, mientras que el partido de vuelta, después de ir ganando Riestra 2 a 0 y habiendo finalizado el tiempo reglamentario pero aún no cumplido el tiempo adicionado por el árbitro, una invasión de hinchas locales, entre ellos un jugador no concentrado del equipo, derivó en la suspensión del encuentro. Tras el incidente, Comunicaciones denunció que las áreas de la cancha de Riestra fueron agrandadas. El 1° de agosto la AFA determinó que se jugarán los 5 minutos que restaban en cancha neutral. El 3 de agosto se disputó finalmente el partido que finalizó sin que el resultado se modifique dejando a Comunicaciones en la Primera B.
En la temporada 2019-20 de la Primera B Comunicaciones volvió a disputar el ascenso. Al momento del parate por la pandemia del COVID-19, "el Cartero" se encontraba primero en la tabla general junto a Almirante Brown, y era escolta del Clausura 2020. Sin embargo, tras el largo período sin actividad, debido a la baja de algunos jugadores importantes, en la reanudación del certamen no logró recuperar el nivel mostrado anteriormente y finalmente cayó en semifinales del Reducido frente a Tristán Suárez.
En el año 2022, el 28 de Mayo se corona como campeón del torneo de apertura de la primera B Metropolitana tras derrotar 2 a 0 a Deportivo Armenio. Sin embargo, esa temporada será eliminado por el Club Atlético Villa San Carlos en las Semifinales del Reducido, al caer por 1 a 0 en condición de local. 
El 30 de octubre de 2022 se llevaron adelante las históricas elecciones que devolvieron el manejo del Club a sus socios tras 22 años de administración judicial. En dichos comicios, resultó electo Presidente del Club Ezequiel Segura, acompañado por Leonardo Flaminio como Vicepresidente 1° y por Leonardo Valussi como Vicepresidente 2°.

## Hinchada
El público de Comunicaciones es conocido como Los Carteros de Agronomía, aunque su hinchada se autodenomina como La Barra de Agronomía. También suelen denominarse Pueblo Cartero. Sus simpatizantes están identificados con el Barrio de Agronomía, aunque muchos de ellos provienen también de los barrios limítrofes, fundamentalmente Villa del Parque y Villa Pueyrredón. Parque Chas y Villa Devoto. Villa Ortúzar y Villa Urquiza son otros barrios donde se encuentran hinchas de Comu. 
Entre sus simpatizantes más reconocidos se encuentra el ex árbitro de Primera División, Luis Oliveto y el actor Nazareno Casero. También fue simpatizante del club, por haber trabajado como guardavidas en la pileta, el reconocido escritor Osvaldo Bayer.
Su hinchada posee un himno propio, más allá del himno de la institución. El mismo se llama Aquí tu barra y la autoría corresponde a Juan Carrizo y Ramón Carrizo.

"Aquí tu barra, contagiosa y bullanguera 
que ha venido a acompañarte 
y a mostrarte su pasión
Canta con fuerza toda la hinchada
la cancha vibra, lleva el compás
de nuestro aliento, de nuestras ansias
queremos verte siempre triunfar
Comunicaciones tenes mi corazón
Comunicaciones, colores de mi amor
Comunicaciones, de noche y de sol
es tu camiseta que viste mi razón".

## Clásico y rivalidades

### Rivalidad Comu-Excursio
Comunicaciones tiene una fuerte rivalidad con el Club Atlético Excursionistas, por la cercanía geográfica, fue una de las primeras enemistades para los hinchas del Cartero, a fines de la década del 70. Sin embargo, sólo se disputó 2 veces desde el año 2005 debido a que sólo compartieron categoría desde entonces en la temporada 2016/17, donde Comunicaciones se impuso 2 a 0 en el Bajo Belgrano y 5 a 0 en Agronomía. En 2024 volvieron a enfrentarse luego del ascenso de Excursionistas a primera B metropolitana, por la primera fecha del campeonato Comunicaciones volvió a vencerlo por 2 a 1 en el bajo Belgrano. Este enfrentamiento está marcado por diferentes hechos de violencia lamentables.

#### Historial
| Partidos jugados | Ganados por Comu | Empates | Ganados por Excursio |
| ---------------- | ---------------- | ------- | -------------------- |
| 53               | 23               | 12      | 18                   |

### Clásico Comu-Lama
El clásico barrial de Comunicaciones es el Club Atlético General Lamadrid del cercano barrio de Villa Devoto. El primer clásico se jugó en la Temporada 1960, por la Primera D. Ese mismo año Comunicaciones se había afiliado a la AFA y era su primer torneo en el fútbol oficial. Lamadrid lo había hecho cuatro años antes, en 1956. Ese partido fue victoria cartera por 3-0. A partir de allí, el duelo (que nace como rivalidad recién a comienzos de los años 90, considerándose un "clásico moderno") se jugó interrumpidamente debido a los vaivenes de los clubes. No se disputó en los siguientes lapsos de tiempo: 63-78, en el año 1983, 84-97/98, 97/98-00/01 y 04/05-11/12. Es decir que desde 1963 hasta el 2000, el clásico sólo se disputó 7 años, siendo 5 temporadas el tiempo que más veces seguido se enfrentaron, entre 1978 y 1982 y entre la 2000 y el 2005.

#### Historial
- Último partido: 25 de mayo de 2012[27]

| Partidos jugados | Ganados por Comu | Empates | Ganados por Lama |
| ---------------- | ---------------- | ------- | ---------------- |
| 36               | 21               | 7       | 8                |

### Rivalidades
- Defensores de Belgrano: También posee una rivalidad con Defensores de Belgrano.[18]

## Actividades del club
En el club se desarrollan actividades deportivas y sociales.

### Actividades deportivas
A nivel deportivo cuenta con:
- Baby Fútbol (mixto)
- Béisbol
- Básquet
- Boxeo mixto
- Folklore
- Fútbol AFA (Federado)
- Futsal
- Gimnasia artística
- Levantamiento olímpico de pesas
- Handball femenino y masculino
- Hockey sobre césped
- Hockey sobre patines, femenino y masculino
- Patín artístico
- Pelota paleta
- Yoga
- Taekwondo
- Tae Bo
- Tango
- Tenis
- Voleibol, femenino y masculino

### Instituto Comunicaciones
El Club Comunicaciones contó con un instituto de nivel inicial, primario y secundario hasta fines de octubre de 2002, cuando un tribunal  consideró que el establecimiento educativo dentro del Club Comunicaciones era deficitario y ordenó su cierre. Fue entonces cuando los docentes que trabajaban allí decidieron formar una cooperativa de trabajo para hacerse cargo de la administración. Presentaron al juzgado el proyecto educativo institucional y el proyecto económico-financiero para continuar con el Instituto, ahora como propiedad de la Cooperativa. De esta manera, el Instituto pudo salvarse y seguir existiendo. En la actualidad, el Instituto Comunicaciones Cooperativa de Trabajo Limitada consta de jardín de infantes, colegio primario y colegio secundario y no tiene asociación alguna con el club.

## Uniforme
- Uniforme titular: Camiseta amarilla, pantalón y medias amarillas.
- Uniforme alternativo: Camiseta negra, pantalón y medias negras.

### Indumentaria y patrocinador
| Período       | Proveedor |
| ------------- | --------- |
| 1980-1984     | Texport   |
| 1985-1989     | Fulvence  |
| 1989-1994     | Uhlsport  |
| 1994-1995     | Reusch    |
| 1995-1997     | Puma      |
| 1998-2000     | Cat's     |
| 2000-2002     | Dana      |
| 2002-2005     | Don Balón |
| 2005-2006     | Reusch    |
| 2006-2007     | Nanque    |
| 2007-2013     | Balompié  |
| 2013-2018     | Joma      |
| 2018-Presente | Coach     |

| Período       | Proveedor                                    |
| ------------- | -------------------------------------------- |
| 1985-1989     | Fulvence                                     |
| 1989-1990     | Inca Seguros                                 |
| 1990-1992     | Finandoce                                    |
| 1992-1994     | Banco Austral                                |
| 1994-1995     | Kenia Sharp                                  |
| 1995-1999     | -                                            |
| 1999-2000     | Ford A. Russoniello                          |
| 2000-2002     | -                                            |
| 2002-2005     | Jit Calderas                                 |
| 2005-2006     | Befol Jit Calderas                           |
| 2006-2008     | Befol Multiled                               |
| 2008-2009     | Italvalvole Multiled                         |
| 2009-2010     | La Nueva Seguros Multiled                    |
| 2010-2011     | Multiled Polacrin                            |
| 2011-2012     | Motocicletas Brava Multiled                  |
| 2012-2013     | Ken Brown Multiled                           |
| 2013-2014     | Motocicletas Brava Ken Brown Multiled        |
| 2014-2015     | Amupoa Ken Brown Multiled                    |
| 2015-2016     | Multiled Tívoli                              |
| 2016-2017     | Cetec Tívoli Multiled                        |
| 2017-2018     | Cetec Tívoli Multiled Caja de Crédito Cuenca |
| 2018-2019     | Cetec Herpaco Caja de Crédito Cuenca         |
| 2019-2021     | Herpaco Duracril Crédito Regional            |
| 2021-2022     | Herpaco HLB Pharma Duracril                  |
| 2022          | Ética+                                       |
| 2023-Presente | Herpaco                                      |

## Instalaciones
La institución cuenta con 18 hectáreas verdes, 3 piletas, 2 quinchos techados, zona de camping con mesas y parrillas, plaza de juegos infantiles, gimnasio de musculación, vestuarios, baños, dos buffetes. Actualmente el restaurante se encuentra en la búsqueda de una concesión que lo administre.
Las instalaciones deportivas cuentan con 16 canchas de tenis, canchas de paddle, 3 canchas de fútbol auxiliares, dos de ellas de césped sintético, estadio principal de fútbol, canchas de fútbol 5 y 7 de césped sintético, 2 canchas de pelota paleta, canchas de tenis criollo, 2 canchas de handball, una cerrada, frontones, cancha de hockey sobre césped, canchas de tejo, microestadio de futsal, 2 gimnasios de boxeo, uno de ellos profesional, estadio de básquet, sauna y sala de masajes y relax.
Además, la institución cuenta con "Comu Social", que abre un comedor durante el invierno y realiza actividades solidarias. También existe "Comu Cultural", donde se practican diversas actividades artísticas.

## Estadio
Comunicaciones tiene su estadio desde el año 1962. El mismo se encuentra ubicado en Avenida San Martín 5125, aunque se accede al mismo a través de la calle Tinogasta. También está delimitado por el predio de la Facultad de Agronomía, la Avenida Francisco Beiró y la Usina de Edenor. Lleva el nombre de Alfredo Ramos en honor a un ex dirigente y tiene capacidad para 3500 espectadores.

### Ubicación
Las estaciones de ferrocarriles más cercanas son:
F.C. San Martín: Est. Villa del Parque
F.C. Urquiza: Est. Francisco Beiró
Las líneas de colectivo:
Estación "Club Comunicaciones" del Metrobús de la Avenida San Martín
24 – 47 – 57 – 78 – 80 – 84 – 87 – 105 – 108 – 110 – 123 – 124 – 134 – 146 – 176

## Jugadores

### Mercado de pases
| Altas                | Altas            | Altas                       | Altas            | Altas  | Altas  | Altas  |
| Jugador              | Posición         | Origen                      | Tipo             |        |        |        |
| Verano               | Verano           | Verano                      | Verano           | Verano | Verano | Verano |
| -------------------- | ---------------- | --------------------------- | ---------------- | ------ | ------ | ------ |
| Arnaldo Sialle       | Director Técnico | Olimpo de Bahía Blanca      | Libre.           |        |        |        |
| Juan Pablo Lungarzo  | Arquero          | Beroe Stara Zagora          | Libre.           |        |        |        |
| Germán Yacaruso      | Arquero          | San Telmo                   | Libre.           |        |        |        |
| Lucas Míguez         | Defensor         | Villa Dálmine               | Libre.           |        |        |        |
| Agustín Minnicelli   | Defensor         | Rayo Zuliano                | Libre.           |        |        |        |
| Leonel Müller        | Defensor         | Sacachispas                 | Libre.           |        |        |        |
| Lucas Vallejos       | Defensor         | Santamarina de Tandil       | Préstamo.        |        |        |        |
| Claudio Cevasco      | Volante          | Olimpo de Bahía Blanca      | Libre.           |        |        |        |
| Gonzalo Groba        | Volante          | Villa Dálmine               | Libre.           |        |        |        |
| Gonzalo Jaque        | Volante          | Almagro                     | Libre.           |        |        |        |
| Conrado Puigdellivol | Volante          | Las Palmas de Córdoba       | Libre.           |        |        |        |
| Bautista Saggese     | Volante          | San Martín de San Juan      | Libre.           |        |        |        |
| Sebastián Montero    | Delantero        | Cañuelas                    | Libre.           |        |        |        |
| Sergio Sosa          | Delantero        | Libertad                    | Fin de préstamo. |        |        |        |
| Maximiliano Tunessi  | Delantero        | Villa Mitre de Bahía Blanca | Libre.           |        |        |        |
| Invierno             |                  |                             |                  |        |        |        |
| Bandera de ?         |                  | Bandera de ?                |                  |        |        |        |

| Bajas                 | Bajas            | Bajas                            | Bajas            | Bajas  | Bajas  | Bajas  |
| Jugador               | Posición         | Destino                          | Tipo             |        |        |        |
| Verano                | Verano           | Verano                           | Verano           | Verano | Verano | Verano |
| --------------------- | ---------------- | -------------------------------- | ---------------- | ------ | ------ | ------ |
| Eduardo Pizzo         | Director Técnico | Bandera de ?                     | Fin de contrato. |        |        |        |
| Julián Kadijevic      | Arquero          | Gimnasia y Esgrima La Plata      | Traspaso.        |        |        |        |
| Gonzalo Yordan        | Arquero          | Ferro de General Pico            | Fin de préstamo. |        |        |        |
| Mauro Bazán           | Defensor         | San Martín de Burzaco            | Fin de contrato. |        |        |        |
| Nicolás Lucero        | Defensor         | Justo José de Urquiza            | Fin de contrato. |        |        |        |
| Federico Pérez        | Defensor         | Quilmes                          | Préstamo.        |        |        |        |
| Ramiro Ríos           | Defensor         | Güemes de Santiago del Estero    | Fin de contrato. |        |        |        |
| Valentín Rodríguez    | Defensor         | Sarmiento de Resistencia         | Fin de contrato. |        |        |        |
| Marcelo Vaca          | Defensor         | Bandera de ?                     | Fin de contrato. |        |        |        |
| Tomás Asprea          | Volante          | Talleres de Remedios de Escalada | Préstamo.        |        |        |        |
| Juan Manuel Fernández | Volante          | Villa Dálmine                    | Fin de contrato. |        |        |        |
| Ángel Luna            | Volante          | Ituzaingó                        | Fin de contrato. |        |        |        |
| Mauro Miraglia        | Volante          | Sportivo Italiano                | Fin de contrato. |        |        |        |
| Diego Molina Fariña   | Volante          | UAI Urquiza                      | Fin de contrato. |        |        |        |
| Nahuel Cáceres        | Delantero        | Atenas de Río Cuarto             | Fin de contrato. |        |        |        |
| Ivo Constantino       | Delantero        | Belgrano de Córdoba              | Fin de préstamo. |        |        |        |
| Fernando Giménez      | Delantero        | Flandria                         | Fin de préstamo. |        |        |        |
| Alejandro Martinuccio | Delantero        | Bandera de ?                     | Fin de contrato. |        |        |        |
| Sebastián Matos       | Delantero        | Bandera de ?                     | Fin de contrato. |        |        |        |
| Invierno              |                  |                                  |                  |        |        |        |
| Bandera de ?          |                  | Bandera de ?                     |                  |        |        |        |

## Jugadores destacados
El goleador histórico de la institución es Andrés Rub, nacido en 1976, que marcó 59 goles en el club.
El jugador con más presencias es Lucas Banegas, nacido en 1979, que ya ha vestido la camiseta del club en 468 oportunidades y todavía puede hacerlo aún más veces, ya que continúa en actividad.
Han surgido de sus divisiones inferiores sin llegar a debutar Luciano Acosta, Emmanuel Gigliotti y Nehuen Paz. Nahuel Estévez, de Spezia Calcio, también surgió de la cantera de Agronomía. El Club percibe el mecanismo de solidaridad y cobra derechos de formación por los jugadores Nicolás Ibáñez y Lucas Passerini. 
El histórico goleador del ascenso Alberto Yaqué se retiró vistiendo la camiseta del Cartero.

## Jugadores extranjeros destacados
- Matías Maroni
- Alejandro Hisis
- Marcelo Scatolaro
- Homero Sartori
- Alejandro Meloño
- Jae Hoon Chung
- Roberto Mendoza

## Datos del club
- Temporadas en Primera División: 0
- Temporadas en Primera B Nacional: 0
- Temporadas en Primera B: 32 (1970-1977, 1986/87, 1992/93 y 2005/06-presente)
- Temporadas en Primera C: 30 (1964-1969, 1978-1986, 1987/88-1991/92, 1993/94-1994/95 y 1997/98-2004/05)
- Temporadas en Primera D: 6 (1960-1963 y 1995/96-1996/97)

### Divisiones disputadas por año

##### Total
- Temporadas en Segunda División: 8
- Temporadas en Tercera División: 38
- Temporadas en Cuarta División: 19
- Temporadas en Quinta División: 2

### Torneos nacionales
- Primera C (3): 1968,[33] 1969, 2004/05

### Otros logros
- Ascenso a Primera B por reestructuración de categoría (1): 1986
- Ascenso a Primera B por Torneo Permanencia (1): 1991/92
- Ascenso a Primera C por reestructuración de categoría (1): 1963
- Ascenso a Primera C por Torneo Reducido (1): 1996/97
- Torneo Apertura Primera D (1): 1996
- Subcampeón de la Primera D (1): 1996/97
- Torneo Complemento (1): 2021.[34]
- Torneo Apertura Primera B Metropolitana (1): Campeonato de Primera B 2022

### Goleadas
- En Primera B: 9-1 a Central Córdoba (Rosario) en 1969
- En Primera B: 7-0 a Defensores de Cambaceres en 2007
- En Primera B: 5-0 a Excursionistas en 2017
- En Primera C: 7-0 a Victoriano Arenas en 1992, Atlético Lugano en 1999
- En Primera C: 5-0 a General Lamadrid en 2003
- En Primera D: 7-1 a Defensores de Corrientes en 1962

#### En contra
- En Primera B: 1-6 vs Central Córdoba (Rosario) en 2006
- En Primera B: 0-5 vs Atlanta en 2015
- En Primera C: 0-6 vs Talleres (RE) en 1969, Argentino de Rosario en 1979, Excursionistas en 1989
- En Primera D: 1-9 vs Arsenal en 1962